# Live at Benaroya Hall
Albums de Pearl Jam
Lost Dogs
(2003) Rearviewmirror (Greatest Hits 1991–2003)
(2004)
Live at Benaroya Hall est un double album enregistré en public par le groupe américain Pearl Jam. Il est sorti le 27 juillet 2004 sur le label Ten Club / BMG et a été produit par le groupe.

## Historique
Cet album fut enregistré le 22 octobre 2003, lors d'une soirée en faveur de l'Association caritative YouthCare, dans la salle du Benaroya Hall de Seattle. Il fut réalisé lors d'un contrat d'un seul album avec le label allemand BMG et par le fan club officiel du groupe Ten Club. Cet album sortira aussi sous forme d'une série limitée de deux mille exemplaires en quadruple album vinyle.
Cet album fut enregistré majoritairement en version acoustique et ne contient pas les plus grands succès du groupe. Par contre il contient quelques titres inédits ou peu connus tel que la version du Masters of War de Bob Dylan ou de I Believe in Miracles des Ramones.
Il se classe à la 18e place du Billboard 200 aux États-Unis, se vendant à plus de 52 000 exemplaires la première semaine de sa sortie.

## Liste des titres

### Disque 1
| No  | Titre                                                    | Auteur                                                 | Durée |
| --- | -------------------------------------------------------- | ------------------------------------------------------ | ----- |
| 1.  | Of the Girl (de Binaural, 2000)                          | Stone Gossard                                          | 5:22  |
| 2.  | Low Light (de Yield, 1998)                               | Jeff Ament                                             | 4:18  |
| 3.  | Thumbing My Way (de Riot Act, 2002)                      | Eddie Vedder                                           | 4:49  |
| 4.  | Thin Air (de Binaural, 2000)                             | Gossard                                                | 4:25  |
| 5.  | Fatal (de Lost Dogs, 2003)                               | Gossard                                                | 3:49  |
| 6.  | Nothing As It Seems (de Binaural, 2000)                  | Ament                                                  | 7:29  |
| 7.  | Man of the Hour (de la bande son du film Big Fish, 2003) | Vedder                                                 | 3:58  |
| 8.  | Immortality (de Vitalogy, 1994)                          | Dave Abbruzzese, Ament, Gossard, Mike McCready, Vedder | 6:18  |
| 9.  | Off He Goes (de No Code, 1996)                           | Vedder                                                 | 5:53  |
| 10. | Around the Bend (de No Code, 1996)                       | Vedder                                                 | 5:37  |
| 11. | I Believe in Miracles (inédit, cover des Ramones, 1989)  | Dee Dee Ramone, Daniel Rey                             | 5:29  |
| 12. | Sleight of Hand (de Binaural, 2000)                      | Ament, Vedder                                          | 5:13  |
| 13. | All Or None (de Riot Act, 2002)                          | Gossard, Vedder                                        | 7:42  |
| 14. | Lukin (de No Code, 1996)                                 | Vedder                                                 | 2:07  |

### Disque 2
| No  | Titre                                                       | Auteur                                       | Durée |
| --- | ----------------------------------------------------------- | -------------------------------------------- | ----- |
| 1.  | Parting Ways (de Binaural, 2000)                            | Vedder                                       | 5:24  |
| 2.  | Down (face B du single I am Mine, 2002)                     | Gossard, McCready, Vedder                    | 3:08  |
| 3.  | Encore Break                                                |                                              | 0:49  |
| 4.  | Can't Keep (de Riot act, 2002)                              | Vedder                                       | 3:15  |
| 5.  | Dead Man (Face B du single Off he Goes, 1996)               | Vedder                                       | 4:24  |
| 6.  | Masters of War (inédit, cover de Bob Dylan, 1963)           | Bob Dylan                                    | 6:06  |
| 7.  | Black (de Ten, 1991)                                        | Gossard, Vedder                              | 7:41  |
| 8.  | Crazy Mary (inédit, cover de Victoria Williams)             | Victoria Williams                            | 7:40  |
| 9.  | 25 Minutes to Go (inédit, cover de The Brothers Four, 1962) | Shel Silverstein                             | 4:43  |
| 10. | Daughter (de Vs., 1993)                                     | Abbruzzese, Ament, Gossard, McCready, Vedder | 6:30  |
| 11. | Encore Break                                                |                                              | 1:06  |
| 12. | Yellow Ledbetter (face B du single Jeremy, 1992)            | Ament, McCready, Vedder                      | 6:01  |

## Musiciens
Pearl Jam
- Eddie Vedder: chant, guitare, ukulélé
- Jeff Ament: basse, contrebasse
- Stone Gossard: guitares
- Mike McCready: guitares
- Matt Cameron: batterie

Musicien additionnel
- Boom Gaspar: Orgue Hammond B3, Fender Rhodes

## Charts et certification
Charts album
| Pays             | Durée du classement | Meilleur classement | Date            |
| ---------------- | ------------------- | ------------------- | --------------- |
| Allemagne        | 1 semaine           | 100e                | 9 août 2004     |
| Australie        | 2 semaines          | 27e                 | 22 août 2004    |
| Autriche         | 5 semaines          | 31e                 | 15 août 2004    |
| Belgique (W)     | 5 semaines          | 81e                 | 21 août 2004    |
| Belgique (V)     | 8 semaines          | 38e                 | 14 août 2004    |
| Canada           | 1 semaine           | 10e                 | 14 août 2004    |
| États-Unis       | 9 semaines          | 18e                 | 14 août 2004    |
| France           | 5 semaines          | 116e                | 25 juillet 2004 |
| Italie           | 10 semaines         | 10e                 | 5 août 2004     |
| Nouvelle-Zélande | 4 semaines          | 12e                 | 9 août 2004     |
| Pays-Bas         | 7 semaines          | 25e                 | 14 mai 2004     |
| Portugal         | 8 semaines          | 2e                  | 26 juillet 2004 |
| Royaume-Uni      | 1 semaine           | 76e                 | 7 août 2004     |

Certification
| Pays   | Certification | Ventes   | Date        |
| ------ | ------------- | -------- | ----------- |
| Canada | Or            | 50 000 + | 7 mars 2006 |